# Emanuel Raasch
Emanuel Raasch (ur. 16 listopada 1955 w Burg) – niemiecki kolarz torowy reprezentujący także NRD, siedmiokrotny medalista mistrzostw świata.

## Kariera
Pierwszy sukces w karierze Emanuel Raasch osiągnął w 1972 roku, kiedy zdobył brązowy medal w tandemach podczas mistrzostw NRD. Trzy lata później wystąpił na mistrzostwach świata w Liège, gdzie w sprincie amatorów wywalczył brązowy medal, ulegając jedynie Francuzowi Danielowi Morelonowi i Włochowi Giorgio Rossiemu. Na mistrzostwach w San Cristóbal w 1977 roku Raasch był drugi w tej konkurencji za swoim rodakiem Hansem-Jürgenem Geschke. W swojej koronnej konkurencji zdobył ponadto srebrne medale na mistrzostwach w Monachium w 1978 roku i na rozgrywanych rok później mistrzostwach w Amsterdamie, a podczas mistrzostw świata w Leicester w 1982 roku zdobył brąz w wyścigu na 1 km, przegrywając tylko z Fredym Schmidtke i Lotharem Thomsem. Po zjednoczeniu Niemiec w 1990 roku Emanuel zdobył jeszcze dwa medale. W 1991 roku podczas mistrzostw świata w Stuttgarcie osiągnął swój największy sukces wspólnie z Eykiem Pokornym zdobywając złoty medal w wyścigu tandemów. Ponadto na rozgrywanych trzy lata później mistrzostwach w Palermo razem z Jensem Glücklichem zdobył srebrny medal w tej samej konkurencji. Raasch nigdy nie startował na igrzyskach olimpijskich.